# Ricaurte (Valle del Cauca)
Ricaurte es un centro poblado del municipio de Bolívar, ubicado al norte del departamento del Valle del Cauca, entre la cordillera Occidental y el río Cauca en Colombia. El centro poblado es conocido por la imagen de Jesús llamado Divino Ecce Homo y se ubica sobre la Vía Panorama. Posee aproximadamente 1350 habitantes.
Algunos habitantes de la población padecen un trastorno genético, ligado al Síndrome X frágil.

## Cultura

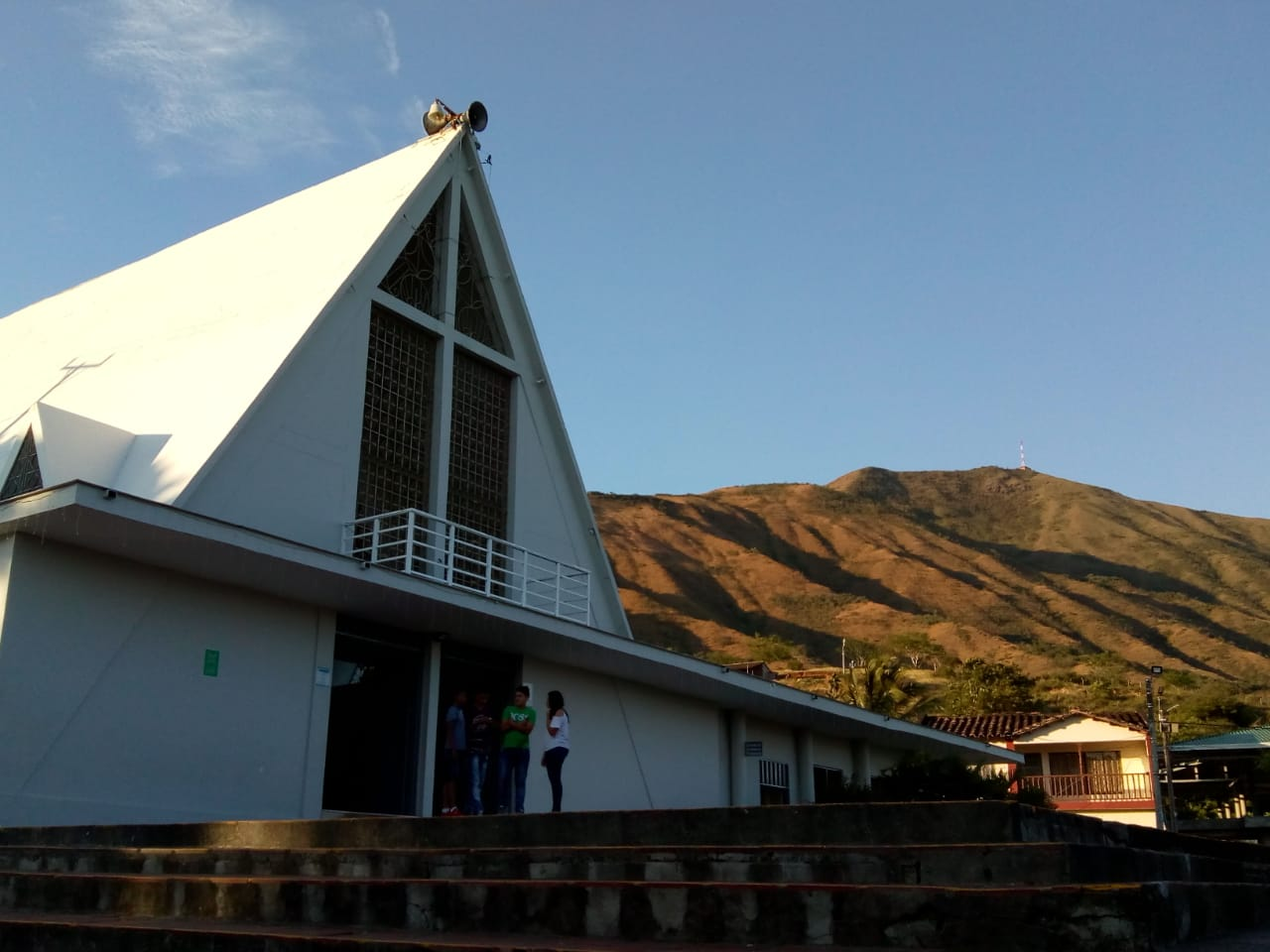
Iglesia del Divino Ecce Homo en Ricaurte.

El Santuario del Divino Ecce Homo, es un lugar de gran peregrinación en el Valle del Cauca.  La afluencia de visitantes nacionales e internacionales al Santuario es permanente y vienen atraídos por la fama de los milagros que “El Divino” concede.
En 1986 el poblado de Ricaurte se hizo famoso al quedar plasmado en la novela literaria El Divino escrita por Gustavo Álvarez Gardeazábal. A lo largo de la obra literaria, el autor deja entrever varias características del síndrome de X frágil en Ricaurte, por ejemplo, al acuñar el término "bobos" haciendo referencia a personas con discapacidad intelectual. En 1987 la novela El Divino sería llevada a la televisión.

## Religión
Ricaurte es destacada por tener una imagen religiosa conocida como el "Divino Ecce Homo", a quien se le adjudican milagros. 

### Historia del divino Ecce Homo

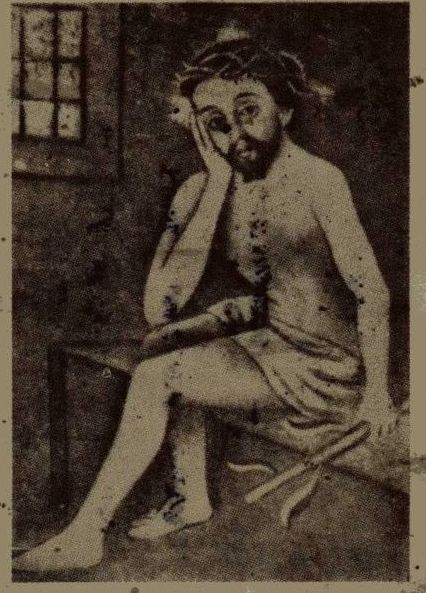
Imagen del Divino Ecce Homo, en el Santuario que tiene el mismo nombre.

Rafael Urriago, en el siglo XVIII era un comerciante que en uno de sus viajes por el departamento de Choco, cerca a Istmina, encontró a la orilla de un río una tabla que le llamó la atención, ya que en ella percibía una sombra que se asimilaba a la imagen de un santo. De vuelta a su pueblo en ese entonces llamado Yegüerizo (en la actualidad llamado Ricaurte), le obsequio como recuerdo de su viaje la imagen que halló en el Choco a su tía. En 1928 el arzobispo de Cali, Monseñor Luis Adriano Díaz confirmó la autenticidad de la imagen, la cual llamó: Imagen del Ecce Homo. La imagen fue trasladada después a una casa de paja del poblado. Tiempo después la imagen fue llevada a la Capilla de Nuestra Señora de las Mercedes de Yegüerizo, la cual cambiaria su nombre al actual Santuario del Divino Ecce Homo.

### Celebraciones
Las celebraciones son religiosas en su gran mayoría, las más importantes se dan cada año el último domingo de agosto. A esta acuden miles de creyentes de diferentes partes del país.

## Historia
No existe una fecha precisa de la fundación de Ricaurte. Sin embargo, existen documentos que sustentan hechos históricos que sugieren el asentamiento de familias en el área en que hoy está ubicado el centro poblado alrededor de inicios del siglo XIX. El primer nombre que recibió la zona donde hoy queda ubicado Ricaurte es Yegüerizo. De igual forma, en el Instrumento Público Número 1, del 31 de enero de 1852, del cantón de Roldanillo, sugeriría una fecha aproximada de la fundación de Ricaurte. En este documento, Vicente Torres de La Cruz testa a sus hijos y estos a su vez empoderan a José Cornelio Torres Aldana para vender la capellanía de Yegüerizo, que son los predios del área que hoy es Ricaurte, a 11 personas.
Sobre la procedencia de las familias que compraron el predio, en el documento "Levantamiento Histórico del centro poblado Ricaurte del Municipio de Bolívar" se afirma que estas provenían de diferentes lugares de Colombia: Rodríguez y Palacios, del Tolima; Jiménez y Robledo, de Bogotá; Sánchez, Gordillo, González y Molina, de Buga; Domínguez y de La Cruz, de Bugalagrande; y una familia proveniente de España, de apellido Rengifo.

## Síndrome X frágil
Ricaurte es considerado un conglomerado geográfico y genético de Síndrome X Frágil. Gustavo Álvarez Gardeazabal en su novela “El Divino” publicada en 1986 , hace descripciones de un número elevado de individuos con discapacidad intelectual, patrones de comportamiento similares y características físicas particulares, provenientes de algunas familias del pueblo. Payán y Saldarriaga, 2000,utilizando cariotipo encuentran que la causa de la discapacidad intelectual en Ricaurte es el Síndrome X Frágil. En el 2018, Saldarriagay otros investigadores de la Universidad del Valle y de la Universidad de California en Davis publican un estudio en el que realizando pruebas moleculares encuentran que las frecuencias de la premutación y mutación completa del gen FMR1 asociado al síndrome X frágil son las más altas reportadas en la literatura científica.

### Efecto fundador como origen del síndrome X Frágil en Ricaurte.
La tradición oral, las descripciones narrativas literarias, los estudios científicos y los heredogramas de Ricaurte sugieren que el alelo expandido (con más 55 repeticiones de CGG) del gen FMR1 llegó al centro poblado desde su fundación -en la segunda mitad del siglo XVIII-. Ramírez-Cheyne et al, 2024, reportaron en un estudio fundamentado en secuenciación exómica y reconstrucción de haplotipos, que los individuos en Ricaurte con premutación y mutación completa del gen FMR1 comparten un haplotipo de 33 SNPs que abarca 83.567.899 pares de bases y que alberga al gen FMR1, confirmando que la prevalencia elevada de la condición se debe a un efecto fundador.
En otras palabras, un ancestro fundador con el alelo expandido tuvo hijos que se reprodujeron con miembros de las otras familias fundadoras y así se generó el conglomerado genético de síndrome X frágil en Ricaurte. Según la evidencia científica, la condición ha estado dentro de la población desde la fundación del lugar transmitiéndose de generación en generación. En la actualidad más de 50 personas del municipio padecen de la enfermedad, mientras que alrededor del mundo "se presenta en un hombre cada 5.000 y en una mujer cada 8.000, en Ricaurte es en 48 hombres por cada 1.000 y de 20 mujeres por cada 1.000. Actualmente, equipos de investigadores colombianos estudian el posible origen genético de la enfermedad —ya sea indígena, africano o europeo—, al tiempo que desarrollan alternativas terapéuticas que buscan mejorar la calidad de vida de quienes la padecen.

## Galería
|  |
|  |

|  |
|  |